# Luciano Vassalo
Pour les articles homonymes, voir Vassalo (homonymie).
Luciano Vassalo, né le 15 août 1935 à Asmara et mort le 16 septembre 2022, est un footballeur italo-érythréen, ayant évolué à Saint-George SA pendant les années 1960 avec son frère Italo Vassalo. C'est le footballeur éthiopien le plus capé et l'un des meilleurs joueurs éthiopiens de l'histoire.

## Biographie
Luciano Vassalo participe aux qualifications pour la Coupe du monde 1962, disputant deux matchs face à l'équipe d’Israël.
Il dispute avec son frère, Italo, la Coupe d'Afrique des nations 1962, que son pays remporte. Luciano, capitaine de l'équipe, inscrit 2 buts lors de la demi-finale face à la Tunisie. Il se voit par la suite élu meilleur joueur de la compétition, chose unique pour un joueur éthiopien.
Luciano prend ensuite part aux qualifications pour la Coupe du monde 1970, disputant deux matchs face à l'équipe du Soudan.
En 2006, il figure, avec son compatriote Mengistu Worku, sur la liste des 50 meilleurs joueurs africains de l'histoire. L'attaquant camerounais Roger Milla figure en tête de ce classement.

## Palmarès
- Championnat d'Éthiopie : 1962, 1963 et 1965